# Neil Leach
Neil Leach és Professor a la Architectural Association of London. Arquitecte i escriptor, catedràtic a la Universitat del Sud de Califòrnia. Anteriorment ha estat professor en diverses universitats americanes i europees, entre elles la Graduate School of Architecture, Planning and Preservation de Columbia, la Universitat de Bath, el Dessau Institute of Architecture, l'ESARQ o l'Institute for advanced architecture of Catalonia. Ha participat també en el comissariat de diverses exposicions, com ara (Im)material Processes: New Digital Techniques for Architecture a la Biennal d'Arquitectura de Pequín (2008). La seva recerca se centra en la teoria crítica i el disseny digital, àmbits sobre els quals ha publicat Camouflage (MIT Press, 2006) o Digital Cities (Wiley, 2009).